# Commezzadura
Commezzadura település Olaszországban, Trento megyében. Lakosainak száma 1007 fő (2023. január 1.). Commezzadura Dimaro Folgarida, Malè, Mezzana, Pinzolo és Rabbi községekkel határos.

## Népesség
A település népességének változása:
| Lakosok száma | 1007 | 1010 | 1007 |
|               | 2017 | 2018 | 2023 |